# Henry Morton Stanley
Henry Morton Stanley (Denbigh, 28 gennaio 1841 – Londra, 10 maggio 1904) è stato un giornalista ed esploratore statunitense, gallese di nascita, famoso per le sue esplorazioni africane e per la sua ricerca di David Livingstone.
È celebre la frase con la quale Stanley salutò Livingstone dopo averlo incontrato: "Il dottor Livingstone, suppongo" ("Doctor Livingstone, I presume").

## Biografia
Nato come John Rowlands, a Denbigh nel Galles nord-orientale, ebbe una infanzia travagliata. Non conobbe mai il padre e sua madre lo abbandonò all'età di sei anni in un orfanotrofio, dove rimase fino ai quindici anni. A diciassette anni si imbarcò per New Orleans, dove arrivò nel febbraio del 1859, pagandosi il viaggio lavorando come marinaio sulla nave. Qui conobbe e lavorò per un facoltoso commerciante di nome Henry Stanley, di cui prese il nome dopo la morte, nel 1861, come segno di gratitudine per colui che lo aveva cresciuto come un figlio.
Dopo aver combattuto nella guerra di secessione americana su entrambi i fronti, Stanley nel 1867 divenne giornalista per il New York Herald. Divenne corrispondente dall'estero e, dopo varie corrispondenze dall'ovest del Nord America e dalla Turchia, nel 1869 andò in Africa, dove si occupò delle guerre tra britannici e abissini che avevano luogo in quel periodo lungo i confini dell'Etiopia. Sempre nel 1869 fu incaricato dal suo giornale di trovare e intervistare l'esploratore scozzese David Livingstone, che era noto che si trovasse in Africa orientale, ma del quale si erano perse le tracce da diversi mesi.

### I primi anni (1841-1856)
Il registro delle nascite della città di Denbigh nel Galles annota il 28 gennaio 1841 la nascita di un bambino, figlio naturale: "John Rowlands". Henry Morton Stanley soffrì tutta la vita di questa nascita fuori dal matrimonio. Sua madre, Betsy Parry, lavorava come domestica e diede i natali ad altri quattro bambini negli anni che seguirono. A suo figlio non rivelò mai chi fosse suo padre; forse poteva essere John Rowlands, un beone ben conosciuto in città, oppure un avvocato sposato che rispondeva al nome di James Vaughan Home.
La donna lasciò quel bambino al nonno. Quando John aveva 5 anni, il nonno morì e lui venne affidato a una famiglia. Però, ben presto, questa non venne più pagata per il mantenimento del bambino e John andò a finire in una casa di lavoro, la San Asaph, l'equivalente di una casa di correzione. Nel 1847 una commissione d'inchiesta constatò che nella casa si "commetteva ogni sorta di abuso" e che era diretta da un alcolizzato "che si prendeva tutte le libertà sugli occupanti". I bambini dividevano i letti e, quando non erano maltrattati dagli adulti, i più anziani si rivalevano sui più piccoli, anche la notte. John Rowlands venne perseguitato tutta la vita dalla fobia per la sessualità e la vicinanza corporale.
In ogni modo, dovette al soggiorno in questa casa di lavoro una certa educazione scolastica. Il ragazzo era un buon allievo, interessato alla geografia. Per le sue buone prestazioni, gli venne donata una bibbia con la dedica del vescovo. John incontrò solo una volta sua madre durante quel periodo, quando la donna portò altri due suoi bambini a San Asaph.

### Stati Uniti (1856-1872)
A 15 anni, John lasciò di propria iniziativa la casa di correzione. Lavorò come operaio a giornata in diversi posti, finché, a 17 anni, si imbarcò sul Windermere, una nave diretta a New Orleans. Arrivato là, si mise a cercare un lavoro, presentandosi a un negoziante di cotone che impressionò con la sua bibbia ricevuta in regalo: l'uomo si chiamava Henry Hope Stanley. Le descrizioni di Rowlands di quest'epoca - e non soltanto di questa - divergono dalla realtà. Scrisse nei suoi diari che egli venne alloggiato presso gli Stanley, che fu adottato, che accompagnò la coppia di marito e moglie in viaggio e che la donna morì nel 1861, seguita subito dopo dal marito. Secondo i registri dello stato civile degli archivi di New Orleans, invece, il vecchio Stanley morì solo nel 1878, 17 anni più tardi. Sua moglie e lui avevano, sì, adottato due bambini, tuttavia erano ambedue delle femmine. Il suo giovane impiegato Rowlands non aveva mai abitato da lui e, inoltre, Henry Hope Stanley e Rowlands avevano litigato tanto da cessare ogni contatto.

### Soldato e scrittore (1861-1867)
Nel 1861, il giovane - che ora si chiamava Henry Stanley (Morton lo aggiungerà più tardi) - raggiunse l'esercito confederato per combattere nella guerra civile americana. Nell'aprile del 1862 Stanley venne fatto prigioniero nella battaglia di Shiloh in Arkansas e, da lì, venne portato in un campo di prigionia nelle vicinanze di Chicago. Quelli che passavano sotto la bandiera dell'Unione potevano lasciare il campo. Stanley si unì allo Union Army il 4 giugno 1862, ma venne riformato 18 giorni dopo per motivi di salute. Guarito, servì in diverse navi mercantili prima di entrare in Marina nel luglio 1864. A bordo del Minnesota divenne archivista, il che lo portò poi al giornalismo freelance. Stanley e un collega minore abbandonarono la nave il 10 febbraio 1865 a New Hampshire, in cerca di maggiori avventure. Stanley divenne così forse l'unico uomo a servire nel Confederate Army, l'esercito dell'Unione e la Marina dell'Unione.

### "Trovate Livingstone!"

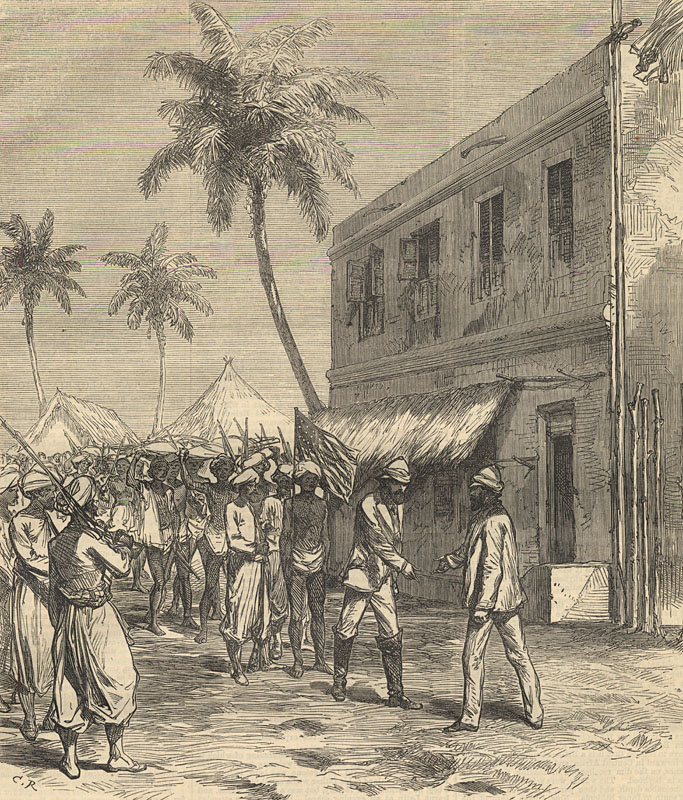
L'incontro fra Stanley e Livingstone in un giornale dell'epoca (The Illustrated London News, 1872)

Stanley chiese a James Gordon Bennett Jr. (1841-1918), succeduto a suo padre nella direzione del giornale nel 1867, quanto avrebbe potuto spendere. La risposta fu "Prendete 1 000 sterline, quando saranno finite, prendetene ancora 1 000, e quando le avete spese, chiedetene altre 1 000, e quando le esaurirete ce ne saranno altre 1 000 e così via - Ma trovate Livingstone!".
Stanley arrivò a Zanzibar e organizzò la spedizione senza badare a spese, tanto da richiedere non meno di 2 000 portantini. Egli localizzò Livingstone il 10 novembre 1871, a Ujiji, vicino al lago Tanganica. Celebre è la frase che gli viene attribuita al momento dell'incontro, "Dr. Livingstone, I presume?" ("Dottor Livingstone, suppongo"), nel più classico understatement e formalismo britannico dell'epoca.
Stanley si unì a lui nell'esplorazione della zona. Le ricerche stabilirono con certezza che non vi era nessun collegamento tra il lago Tanganica e il Nilo. Questa spedizione divenne famosa grazie al libro che Stanley scrisse per raccontarla. Il New York Herald, insieme al Daily Telegraph, finanziarono un'altra spedizione nel continente africano, in cui Stanley risolse uno degli ultimi misteri africani, percorrendo il corso del fiume Congo fino alla foce.

### La spedizione di soccorso a Equatoria

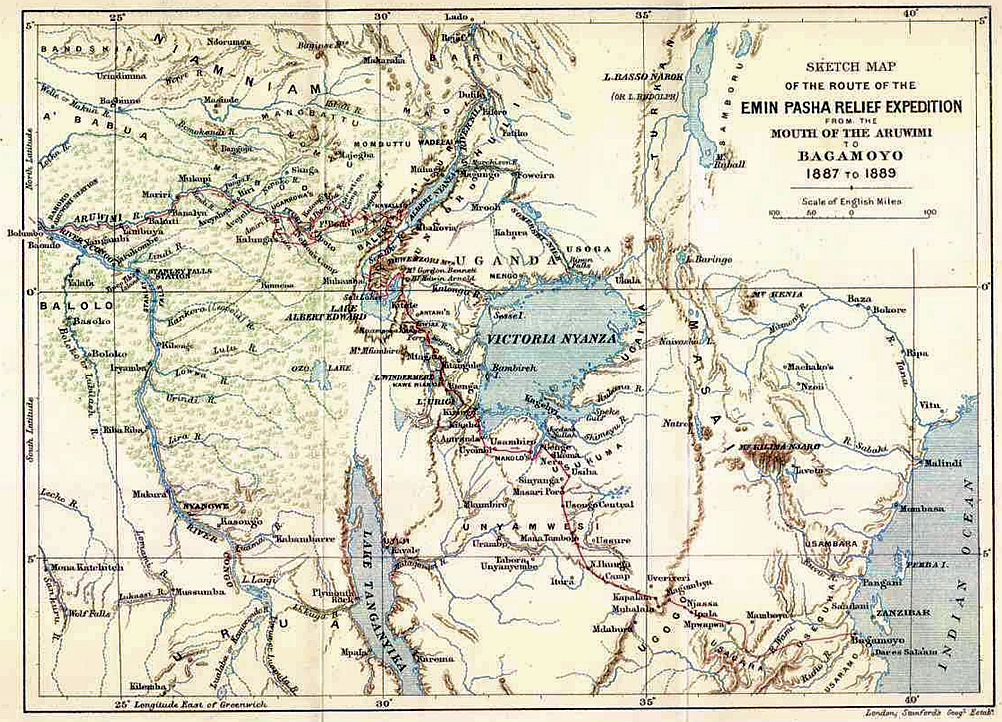
Mappa di Stanley per raggiungere Pasha (1890)

Il russo Vasilij Vasil'evič Junker, naturalista e geografo, decise di lasciare l'Africa proprio nel momento in cui il Sudan era sconvolto dalla rivolta mahdista. Il russo raggiunse con difficoltà Zanzibar, portando con sé missive di Emin Pascià, governatore di Equatoria. I documenti davano un'immagine della situazione africana che mise in agitazione l'opinione pubblica europea, tanto da spingere le istituzioni a organizzare una spedizione di soccorso a capo della quale venne messo Stanley, che nel 1886 partì per Equatoria.
Stanley incontrò ostacoli e problemi immensi: il 29 aprile 1888, venne raccolto a bordo di un piroscafo su cui si trovava Emin Pascià insieme all'esploratore italiano Gaetano Casati. Stanley si trovò nella condizione paradossale di essere lui ad avere bisogno degli aiuti e dei rifornimenti del governatore che era venuto a salvare.
Emin decise di lasciare al suo destino Equatoria, ormai ingovernabile. Così, il 10 aprile 1889, si mise in marcia insieme ai suoi uomini, a Casati e a Stanley, alla testa della sua malridotta spedizione di soccorso. L'eterogeneo gruppo, formato in totale da 1 500 uomini, affrontò il lungo e periglioso viaggio verso Bagamoyo, lontana 1 600 chilometri. Nel 1890, ridotta ormai a metà a causa di malattie, attacchi nemici e defezioni, la spedizione arrivò finalmente a Zanzibar. Durante questo viaggio, Stanley scoprì la catena montuosa del Ruwenzori e il lago Edoardo.

### Ritorno in Europa
Dopo il suo ritorno in Europa, Stanley sposò l'artista gallese Dorothy Tennant, e fu parlamentare inglese dal 1895 al 1900 come membro degli unionisti. Morì a Londra il 10 maggio 1904. La sua tomba si trova nel cimitero della chiesa di San Michele a Pirbright, nella contea di Surrey; su una grande lastra di granito sono narrate le sue gesta.

## Opere derivate
- La storia del rapporto tra Livingstone e Stanley è raccontata nel film per la televisione di Simon Langton del 1997 Terra proibita - In cerca di Livingstone (Forbidden Territory: Stanley's Search For Livingstone).
- La ricerca di Livingstone è al centro della trama del film di Henry King L'esploratore scomparso (Stanley and Livingtone), del 1939.
- Dall'episodio è tratto scherzosamente anche il videogioco Livingstone I Presume (Livingstone suppongo) del 1986.